# Monumento a Serafín y Joaquín Álvarez Quintero
El monumento a Serafín y Joaquín Álvarez Quintero es un conjunto escultórico ubicado en el parque del Retiro de Madrid.

## Descripción
Se encuentra en la ciudad española de Madrid, en el parque del Retiro. Está realizado en piedra, mármol y bronce, con unas dimensiones de 6,10 x 14,00 x 8,50 m, teniendo la figura femenina 2,06 m de altura y el jinete andaluz 2,75 x 1,53 x 2,53 m. Fue inaugurado en 1934 y está ubicado en la avenida de Colombia del parque.
El monumento fue encargado al escultor Lorenzo Coullaut Valera, pero tras la muerte de éste en el año 1932, su hijo, Federico Coullaut, terminó el conjunto realizando la figura del jinete.